# Tony Bevilacqua
Anthony Peter Bevilacqua, detto Tony, noto anche con lo pseudonimo di Tony Bradley (23 luglio 1976), è un musicista e chitarrista statunitense.
Chitarrista della band di Brody Dalle gli Spinnerette, ha pubblicato con essa l'album di debutto nel 2008, con l'etichetta discografica Sire/Warner Bros..

Prima di prendere parte al progetto Spinnerette, Tony è stato membro dei The Distillers nell'ultimo periodo di vita della band, durante la pubblicazione del terzo album Coral Fang, il più grande successo del gruppo. L'album è entrato nella classifica Billboard di vendita degli album Top 200 Chart, in posizione 96, ad ottobre del 2003.